# Morne Mazeau
Morne Mazeau är ett berg i Guadeloupe (Frankrike). Det ligger i den västra delen av Guadeloupe, 30 km norr om huvudstaden Basse-Terre. Toppen på Morne Mazeau är 626 meter över havet. Morne Mazeau ingår i Les Mamelles.
Terrängen runt Morne Mazeau är kuperad. Havet är nära Morne Mazeau åt nordväst. Runt Morne Mazeau är det ganska tätbefolkat, med 144 invånare per kvadratkilometer. Närmaste större samhälle är Baie-Mahault, 19,1 km öster om Morne Mazeau. I omgivningarna runt Morne Mazeau växer i huvudsak städsegrön lövskog.